# Меліссано
Меліссано (італ. Melissano, сиц. Melissanu) — муніципалітет в Італії, у регіоні Апулія, провінція Лечче.
Меліссано розташоване на відстані близько 520 км на південний схід від Рима, 170 км на південний схід від Барі, 45 км на південь від Лечче.
Населення — 7205 осіб (2014).
Щорічний фестиваль відбувається 13 червня (rel.) — першої неділі вересня (civ.). Покровитель — Sant'Antonio di Padova.

## Демографія
Населення за роками:

Станом на 1 січня 2023 року в муніципалітеті офіційно проживали 103 іноземці з 20 країн, серед них 58 громадян країн Євросоюзу.

## Сусідні муніципалітети
- Казарано
- Матіно
- Ракале
- Тав'яно
- Удженто